# Larry Kusche
Lawrence David Larry Kusche, född 1 november 1940 i Racine, Wisconsin, Wisconsin, är amerikansk pilot, flyglärare, författare och bibliotekarie.
Kusche var aktiv inom den skeptiska rörelsen. 